# Giovanni Maria Gargiulo

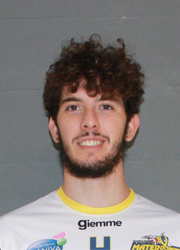
Giovanni Maria Gargiulo zawodnikiem Materdominivolley.it Castellana Grotte

Giovanni Maria Gargiulo (ur. 1 stycznia 1999 w Sorrento) – włoski siatkarz, reprezentant kraju, grający na pozycji środkowego.
Trafił do świata siatkówki niemal przez przypadek w wieku 15 lat. Został zachęcony przez przyjaciela rodziny, który był pod wrażeniem jego wzrostu. W tym czasie uprawiał pływanie i tenis ziemny. Następnie grał w młodzieżowej drużynie Materdominivolley.it Castellana Grotte.
W kadrze narodowej Włoch zadebiutował w rozgrywanym pierwszym meczu Ligi Narodów 2025 z reprezentacją Bułgarii.
Po pierwszym rozgrywanym tygodniu Ligi Narodów 2025 zajął 2. miejsce wśród najlepszych blokujących zdobywając 13 punktowych bloków.

## Kariera klubowa
| Kariera juniorska         | Kariera juniorska                      | Kariera juniorska | Kariera juniorska | Kariera juniorska | Kariera juniorska | Kariera juniorska | Kariera juniorska | Kariera juniorska | Kariera juniorska | Kariera juniorska |
| ------------------------- | -------------------------------------- | ----------------- | ----------------- | ----------------- | ----------------- | ----------------- | ----------------- | ----------------- | ----------------- | ----------------- |
| Lata                      | Klub                                   |                   |                   |                   |                   |                   |                   |                   |                   |                   |
| 2015–2020                 | Materdominivolley.it Castellana Grotte |                   |                   |                   |                   |                   |                   |                   |                   |                   |
| Kariera seniorska         |                                        |                   |                   |                   |                   |                   |                   |                   |                   |                   |
| Lata                      | Klub                                   |                   |                   |                   |                   |                   |                   |                   |                   |                   |
| 2015–2020                 | Materdominivolley.it Castellana Grotte |                   |                   |                   |                   |                   |                   |                   |                   |                   |
| 2020–2022                 | Tonno Callipo Calabria Vibo Valentia   |                   |                   |                   |                   |                   |                   |                   |                   |                   |
| 2022–2024                 | Gioiella Prisma Taranto                |                   |                   |                   |                   |                   |                   |                   |                   |                   |
| 2024–2024 (od 05.03.2024) | Tourcoing LM                           |                   |                   |                   |                   |                   |                   |                   |                   |                   |
| 2024–                     | Cucine Lube Civitanova                 |                   |                   |                   |                   |                   |                   |                   |                   |                   |

## Sukcesy klubowe
Puchar Włoch:
- 2025[8]

Puchar Challenge:
- 2025[9]

Liga włoska:
- 2025[10]

## Sukcesy reprezentacyjne
Mistrzostwa Europy Kadetów:
- 2017[11]

Mistrzostwa Świata Juniorów:
- 2019[12]

Liga Narodów:
- 2025[13]